# Pamela Des Barres
Pamela Des Barres, pseudônimo de Pamela Ann Miller (Reseda, Califórnia, 9 de setembro de 1948) é uma escritora e ex-groupie americana.
Envolveu-se com músicos de rock durante as décadas de 1960 e 1970, tendo escrito duas memórias sobre suas experiências como groupie, I'm with the Band (1987) e Take Another Little Piece of My Heart: A Groupie Grows Up (1993). Lançou também dois livros não-fictícios, Rock Bottom: Dark Moments in Music Babylon e Let's Spend the Night Together: Backstage Secrets of Rock Muses and Supergroupies (2007).